# المناظرات الرئاسية للولايات المتحدة الأمريكية

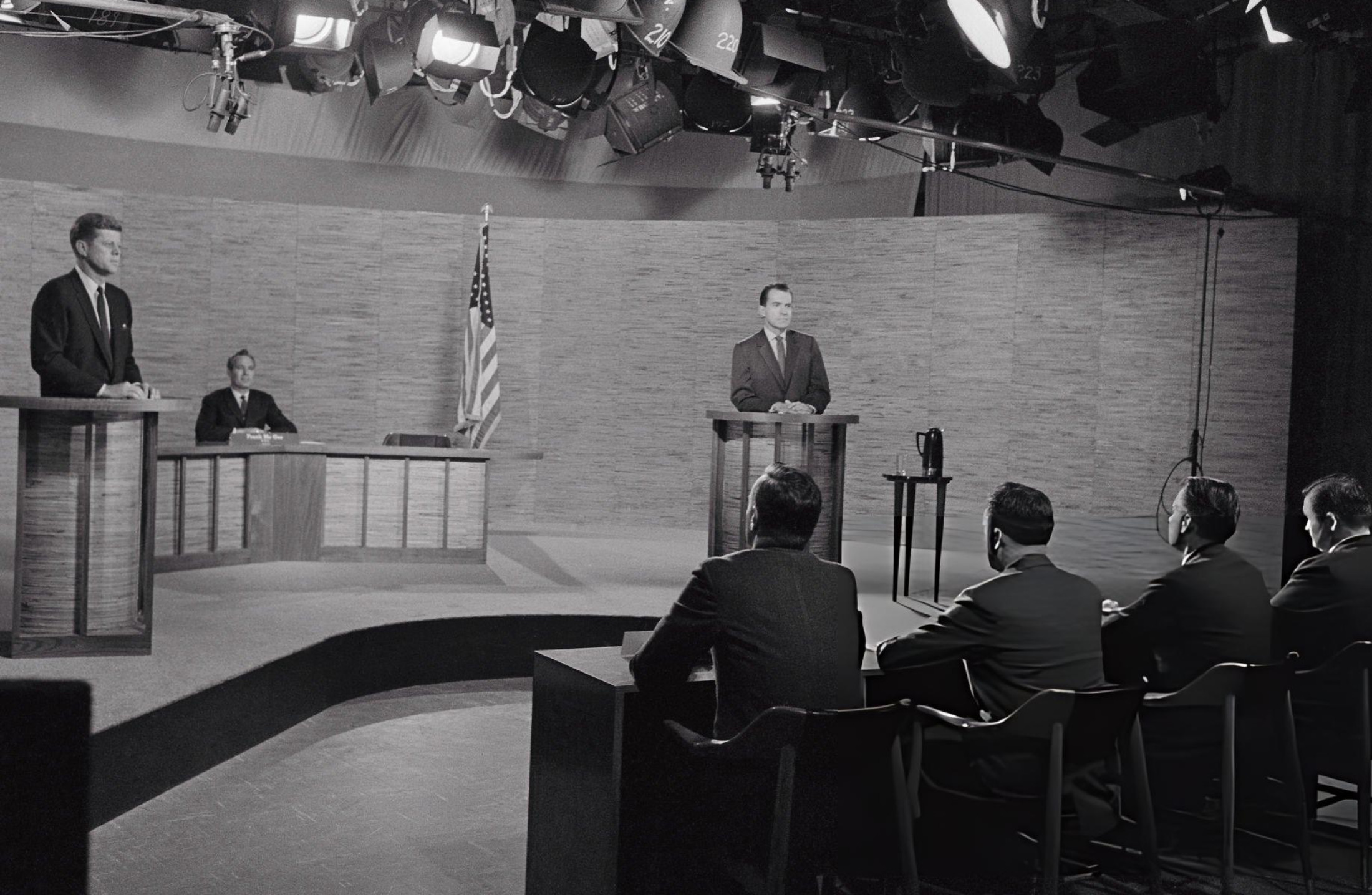

أصبح من المعتاد خلال فترة الحملات الانتخابية الرئاسية في الولايات المتحدة الأمريكية أن يشترك المرشحون الرئاسيون الرئيسيون (ممثلين دائمًا تقريبًا بمرشحي أكبر حزبين، حاليًّا الحزب الديمقراطي والحزب الجمهوري) في مناظرة. غالبًا ما تكون المواضيع المطروحة في المناظرة أكثر القضايا جدلًا في وقتها، ويمكن القول إن الانتخابات تحدد تقريبًا عن طريق هذه المناظرات. ليست مناظرات المرشحين شرطًا دستوريًّا، ولكنها الآن تعتبر جزءًا جوهريًّا من عملية الانتخاب. تستهدف المناظرات بشكل رئيسي الناخبين الذين لما يحددوا بعد من يريدون انتخابه؛ والذين يميلون إلى عدم الانتماء إلى أي أيديولوجية سياسية أو حزب محدد.
تقام المناظرات الرئاسية في وقت متأخر من الدورة الانتخابية، بعد ترشيح عدة أحزاب لممثليها. يلتقي المرشحون في قاعة كبيرة، عادةً ما تكون جامعةً، أمام جمهور من المواطنين. تنوعت صيغ المناظرات، وفي بعض الأحيان كان يطرح الأسئلة صحفي يدير الحوار أو أكثر من صحفي وفي حالات أخرى كانت الأسئلة تأتي من أشخاص من الجمهور. كانت صيغ المناظرات التي جرت خلال الحملات الانتخابية من عام 1988 وحتى 2000 محكومةً بالتفصيل بمذكرة تفاهم سرية بين المرشحين الرئيسيين؛ أعلنت مذكرة التفاهم في مناظرات 2004، على عكس اللواتي سبقنها، من قبل المشاركين معًا.
بُثت المناظرات بثًّا مباشرًا عبر التلفزيون، والراديو، وفي السنوات الحديثة عبر الويب. أول مناظرة لانتخابات عام 1960 جذبت أكثر من 66 مليون مشاهد من أصل تعداد سكاني إجمالي يبلغ 179 مليون نسمة، ما جعلها حينذاك أكثر بث مشاهدةً في تاريخ التلفزيون الأمريكي. جذبت مناظرات عام 1980 80 مليون مشاهد من 226 مليون نسمة. جذبت المناظرات الحديثة عددًا أقل من المشاهدين، يتراوح بين 46 مليون للمناظرة الأولى عام 2000 حتى 67 مليون للمناظرة الأولى عام 2012. شاهد المناظرة الرئاسية الأولى لعام 2016 بين دونالد ترامب وهيلاري كلينتون عدد قياسي بلغ 84 مليون مشاهد، وهو عدد لا يعكس البث على الإنترنت.

## خلفية تاريخية
مع أن المناظرة الرئاسية العامة الأولى لم تُقم حتى عام 1960، تعتبر عدة مناظرات أخرى سلفًا للمناظرات الرئاسية.

### مناظرات لينكون-دوغلاس
كانت سلسلة المناظرات السبع في عام 1858 بين أبراهام لينكون والسيناتور ستيفان أ. دوغلاس لمجلس الشيوخ الأمريكي مناظرات حقيقية وجهًا لوجه دون مدير للحوار؛ تبادل المرشحان الأدوار بافتتاح كل مناظرة بخطاب مدته ساعة، ثم كان للمرشح الآخر أن يرد في ساعة ونصف، وأخيرًا كان المرشح الأول ينهي المناظرة برد مدته نصف ساعة. أعيد انتخاب دوغلاس إلى مجلس الشيوخ لاحقًا من قبل الهيئة التشريعية لإلينوي. ترشح كل من لينكون ودوغلاس لاحقًا للرئاسة في عام 1860 (من قبل الجمهوريين والديمقراطيين الشماليين على التتالي)، وقد ساعدت المناظرات السابقة في تعريف موقف كل منهما في تلك الانتخابات، ولكنهما لم يلتقيا خلال الحملة الانتخابية.

### أوائل المناظرات الرئاسية للمرشحين الرئيسيين
أصبح ويندل ويلكي أول مرشح رئاسي في القرن العشرين يتحدى خصمه في مناظرة وجهًا لوجه عندما تحدى فرانكلين د. روزفلت، ولكن روزفلت رفض. في عام 1948 أصبحت مناظرات المرشحين الرئاسيين واقعًا عندما أقيمت مناظرة عبر الراديو في أوريغون بين الجمهوريين توماس إي. ديوي وهارولد ستاسن خلال الانتخابات الرئاسية التمهيدية الخاصة بالحزب. تبعهم الديمقراطيون في عام 1956 عندما أقيمت مناظرة رئاسية تمهيدية بين أدلاي ستيفنسون وإستس كيفاوفّر، وفي عام 1960 بمناظرة بين جون ف. كينيدي وهربرت همفري.

## تاريخ المناظرات الرئاسية
في عام 1956 بذل الطالب في جامعة ماريلاند فريد كان جهودًا لجمع المرشح الديمقراطي أدلاي ستيفنسون مع المرشح الجمهوري الرئيس دوايت آيزنهاور في الحرم الجامعي للمناظرة. أجريت اتصالات بالعديد من الصحف وأرسل العديد من الرسائل في سعي لخلق اهتمام وجلب الدعم للاقتراح. كانت السيدة الأولى السابقة إليانور روزفلت من بين الذين تلقوا الرسائل. أرسلت ردًّا -حسب ما صال كان لغاي راز خلال مقابلة على برنامج أول ثينغز كونسيدرد (بأخذ كل شيء في الحسبان) على إن بّي آر (الإذاعة الوطنية العامة) في عام 2012- قائلةً: «لن يكون طلاب ماريلاند وحسب هم المهتمين، بل كذلك الطلاب الآخرون». أضافت إليانور روزفلت أيضًا أنها ستوصل رسالة كان إلى جيمس فينيغان، مدير الحملة الانتخابية لأدلاي ستيفنسون. في النهاية، لم تحدث المناظرة. ولكن جهود «كان» أعلن عنها في الصحافة الوطنية، وبالتالي ساعدت على وضع الأرضية لمناظرات نيكسون-كينيدي بعد أربع سنوات خلال الحملة الانتخابية الرئاسية لعام 1960.

### مناظرات نيكسون-كينيدي عام 1960
أقيمت أول مناظرة للانتخابات العامة في 26 سبتمبر عام 1960، بين مرشح الحزب الديمقراطي السيناتور الأمريكي جون ف. كينيدي وريتشارد نيكسون، نائب الرئيس والمرشح الجمهوري، وذلك في شيكاغو في ستوديوهات دبليو بي بي إم-تي فّي التابعة لشبكة سي بي إس. أدار المناظرة حينها هاوارد ك. سميث وضمت لجنة مكونة من ساندر فّانكور من إن بي سي نيوز، وتشارلز وارن من ميوشوال نيوز، وستيوارت نوفينز من سي بي إس، وبوب فليمينغ من إيه بي سي نيوز. في البداية اعتُبر أن لنيكسون اليد العليا في المناظرة بسبب معرفته بالسياسة الخارجية وكفاءته في المناظرات الإذاعية. ولكن وبسبب عدم ألفته مع الشكل الجديد من المناظرات المتلفزة فقد أدت عوامل كمظهره الذي يبدو شاحبًا ونحيفًا، وامتزاج ألوان بدلته مع خلفية ستوديو المناظرة، ورفضه لاستخدام المساحيق التجميلية الخاصة بالتلفزيون ما أدى إلى ظهور ظل بسبب نبوت شعر قصير على لحيته (فيما يعرف باسم ظل الساعة الخامسة)، إلى هزيمته. اعتبر العديد من المراقبين انتصار كينيدي على نيكسون في المناظرة الأولى نقطة تحول لمسار الانتخابات. بعد المناظرة الأولى، أظهرت استطلاعات الرأي تحول كينيدي من التأخر بقليل إلى التقدم بقليل عن منافسه نيكسون.
أقيمت ثلاث مناظرات أخرى عقب ذلك بين المرشحين: الأولى في 7 أكتوبر في ستوديو دبليو آر سي-تي فّي التابع لشبكة إن بي سي في العاصمة واشنطن وأدارها فرانك ماكغي مع لجنة من أربعة مذيعي أخبار وهم بول نيفن (سي بي إس)، إدوارد بّ. مورغان (إيه بي سي)، ألفين سبيفارك (يو بّي آي)، هارولد ر. ليفي (نيوزدي)، ثم في 13 أكتوبر حين كان نيكسون في ستوديو إيه بي سي في لوس أنجلوس وكينيدي في ستوديو إيه بي سي في نيويورك، وأدارها بيل شادل مع لجنة من أربعة مذيعي أخبار، ثم في 21 أكتوبر في ستوديو إيه بي سي في نيويورك، وأدارها كوينسي هاو مع لجنة من أربعة مذيعي أخبار ضمت كلًّا من فرانك سينغيسر، جون إدواردز، والتر كرونكايت، جون تشانسيلور. استعاد نيكسون وزنه، واستخدم مساحيق التجميل الخاصة بالتلفزيون، وظهر بشكل أكثر قوة من ظهوره الأول، فانتصر في المناظرتين الثانية والثالثة، في حين شهدت الرابعة تعادلًا، ولكن أعداد مشاهدي هذه المناظرات لم تصل إلى العدد المرتفع الذي حققته المناظرة الأولى.